# Pseudococculina subcingulata
Pseudococculina subcingulata is een slakkensoort uit de familie van de Pseudococculinidae. De wetenschappelijke naam van de soort is voor het eerst geldig gepubliceerd in 1949 door Kuroda & Habe.